# De gestis Mendi de Saa

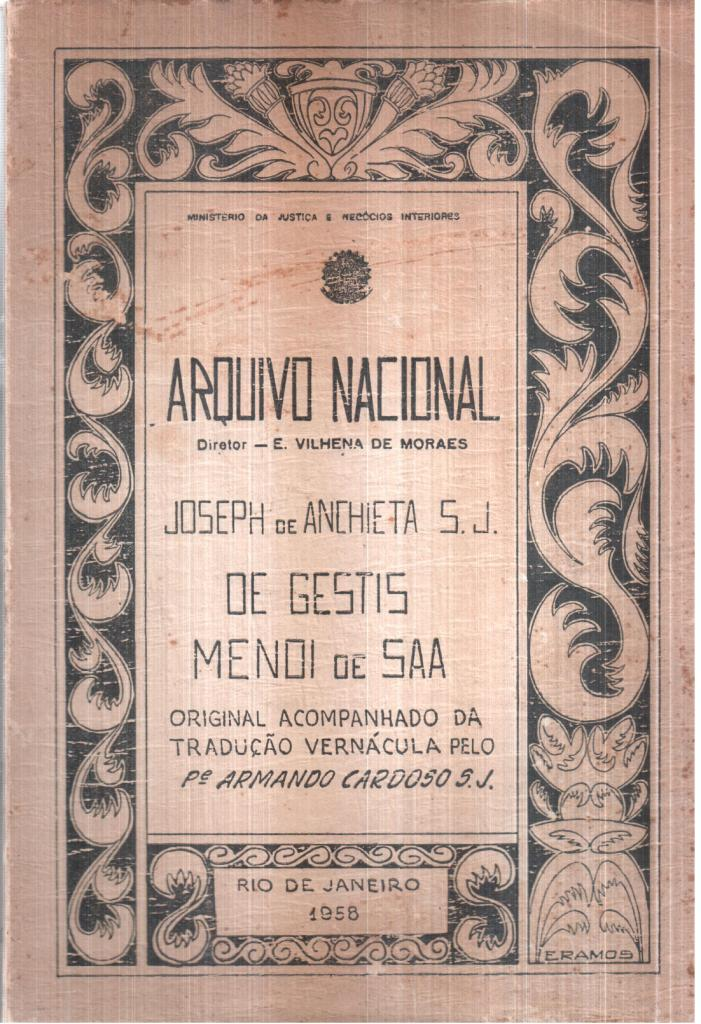
Image du De gestis Mendi de Saa de 1958

De gestis Mendi de Saa (Des faits de Mem de Sá) est une œuvre latine du prêtre jésuite José de Anchieta, missionnaire au Brésil. Cette première œuvre de Anchieta fut publiée anonymement à Coïmbre en 1563 par le typographe royal João Álvares. 
On ne connaît qu'un seul exemplaire de l’édition originale: il est conservé à la Bibliothèque publique et Archives de district d'Évora. 

## Description
Il s'agit du premier poème épique écrit sur le continent américain. Sa publication est également antérieure à la grande épopée de langue portugaise, Les Lusiades de Luís de Camões.
Elle a la forme d'une épopée de la Renaissance, écrite en latin. Elle relate les évènements survenus dans les trois premières années de pouvoir de Mem de Sá, Gouverneur général du Brésil de 1557 à 1572, alors qu'il luttait contre l'amiral français Nicolas Durand de Villegagnon qui avait établi une colonie dans la baie de Guanabara, la France antarctique.
L'œuvre décrit également les traitements subis par les colons et les indigènes convertis, lorsqu'ils étaient faits prisonniers par les tribus indigènes.

## Éditions critiques
- José de Anchieta. De gestis Mendi de Saa (original accompagné d'une traduction en langue vernaculaire, par le jésuite Armando Cardoso), Rio de Janeiro, Archives nationales, 1958. 256 p. et illustrations.
- Édition fac-simile numérotée (1 050 exemplaires), avec présentation et introduction originales, publiées par la 'Fundação Biblioteca Nacional / Departamento Nacional do Livro', à Rio de Janeiro en 1997.